# Graham Greene
 Ovo je glavno značenje pojma Graham Greene. Za druga značenja pogledajte Graham Greene (razdvojba).
Graham Greene (Berkhamsted, 2. listopada 1904. – Vevey, 3. travnja 1991.), engleski romanopisac i pripovjedač.
Tijekom studija u Oxfordu proživljava krizu moralnoga i religijskoga identiteta, što ga prvo dovodi u krugove radikalne ljevice, no u konačnici završava preobraćenjem s protestantizma na katoličanstvo. Temperamentalno kolerik, sklon avanturama, koketiranju s opasnošću i rubnim situacijama ljudskoga postojanja, Graham Greene je protagonist i kroničar egzistencijalnih, etičkih i spiritualnih kriza modernoga zapadnjaka. Na tragu svog velikog uzora Conrada, Greene je ostvario opus koji "pokriva" veći dio planete zemlje (Europu, Latinsku Ameriku, južnu Aziju, Afriku), opisao neuralgične točke suvremene civilizacije i drame dekolonizacije, prljave ratove obavještajnih službi, spiritualnu dramu vjernika (najčešće, no, ne isključivo) bijelaca u kolonijalnom miljeu, političke i ideološke progone, hladnoratovski sukob. Sam pisac dijeli svoje knjige na ozbiljnije, "romane", i laganije, "razonode" (entertainments), ali u obama vrstama razvija radnju koja obiluje izvanjskim i unutarnjim napetostima. Neke od značajki njegovih proznih narativnih djela su: dramatičan i "detektivski" zaplet, potjera i progon koje provode institucije sustava (policija, vojska, tajne službe), funkcionalan i dojmljiv stil kojim dominiraju grafički opisi brutalnih i grotesknih situacija, no bez baroknih retoričkih Conradovih ekscesa, te nužnost moralnog i spiritualnoga izbora u ekstremnim iskušenjima.
Prije 2. svjetskog rata ostvario je remek djela hibridnoga žanra: "Brightonska stijena"/"Ubojica i slatkiš" (1938.) o svijetu gangsterskih obračuna, "Moć i slava" (1940.) o duhovnoj drami svećenika alkoholičara u atmosferi vjerskih progona u kaotičnom i totalitarnim tendencijama opsjednutom Meksiku. Poslijeratno doba karakterizira još nekoliko majstorskih ostvaraja: "Srž stvari" (1948.), lociran u Africi, gdje se u ozračju "Greenelanda" (prljavština, kukci, vrelina, zarazne bolesti) odvija završna drama preljubnika, alkoholičara i samoubojice Scoobija; "Kraj veze" (1951.), poluautobiografski ljubavni roman, nabijen vjerskom tematikom i postavljen u London pod njemačkim bombama; špijunsko-politički "Mirni Amerikanac" (1956.), o početcima američkoga intervencionizma u Indokini; "Treći čovjek" (1950.), scenarij za glasoviti film redatelja Carola Reeda.
Ponekad je kritika dovodila u pitanje iskrenost autorovih vjerskih uvjerenja, a još češće mu je, naprotiv, zamjerala dogmatičnost u tretiranju duhovnih tema. No, teško je reći kako esencijalno religijski pisac, od Bunyana do Dostojevskog ili Bernanosa, može izbjeći takvoj vrsti prigovora. Greeneova djela nisu ideološki romani s tezom, no u njima je implicite raspoznatljiv piščev stav. Tobožnji problem s Greeneom (i drugim piscima religijskoga habitusa) je u tom što je njihov nenametljiv stav teško prihvatljiv dijelu modernoga čitateljstva- koji bez prigovora akceptira izričite svjetonazorske iskaze drugih autora koji su više u skladu s dezorijentiranošću ili sekularnim senzibilitetom prosječnoga čitatelja (npr. Kafka ili Proust). 
Njegov najbolji kasniji roman "Ljudski faktor" (1978.) tematizira problem izdaje i vjernosti kroz lik glavnog junaka, prisiljenog na dvostruku špijunažu kako bi mu sovjetski objavještajci pomogli izbaviti voljenu ženu iz mučilišta južnoafričke policije. Neki od eseja su sakupljeni u zbirci "Izgubljeno djetinjstvo" (1953.). Nefikcionalna proza o druženju s diktatorom Omarom Torrijosom (prevedena i na hrvatski kao "Moj prijatelj general", 1986.), još jedno je svjedočanstvo njegova nekonvencionalnoga života. Posmrtno mu je objavljena i autobiografska proza "Moj svijet - dnevnik jednog sna", svojevrsni onirički dnevnik u kojem je taj autor, simbol autodestruktivnoga i raskoljenoga sebstva, objelodanio djetinje naivni i nevini svijet svojih snova. 
Na hrvatski su prevedena sva Greeneova važnija djela, a objavljeno je i izdanje njegovih izabranih djela u nakladi Kršćanske sadašnjosti (»Biblioteka Zrno«).

## Djela
- "Brightonska stijena" ili "Ubojica i slatkiš" 1938.
- "Moć i slava", 1940.
- "Srž stvari", 1948.
- "Greeneland"
- "Treći čovjek", 1950.
- "Kraj veze", 1951.
- "Izgubljeno djetinjstvo", 1953.
- "Mirni Amerikanac", 1956.
- "Ljudski faktor",1978.
- "Monsignor Quixote", 1982.
- "Moj prijatelj general", 1986.
- "Moj svijet - dnevnik jednog sna", 1992. (autobiografija)